# Idiasta aborigen
Idiasta aborigen är en stekelart som beskrevs av Sergey A. Belokobylskij 1998. Idiasta aborigen ingår i släktet Idiasta och familjen bracksteklar. Inga underarter finns listade i Catalogue of Life.